# Margo (Burkina Faso)
Pour les articles homonymes, voir Margo.
Margo est une commune rurale située dans le département de Oula de la province du Yatenga dans la région Nord au Burkina Faso.

## Géographie
Margo se trouve à environ 15 km au sud-est de Oula, le chef-lieu du département, et à environ 35 km au sud-est du centre de Ouahigouya. Le village se situe à 4 km au sud de Nongofaire et de la route nationale 15.

## Histoire
Redécouverte dans les années 2010, une grotte – de type abri sous roche – destinée aux offrandes dans laquelle ont été retrouvées de nombreuses céramiques anciennes (sans qu'une datation n'ait été proposée mais antérieures à la période de colonisation française) est présente au sommet d'une colline sur le territoire de la commune, au lieu-dit Boutlo situé près de la piste menant à Kongoussi.

## Santé et éducation
Le centre de soins le plus proche de Margo est le centre de santé et de promotion sociale (CSPS) de Nongofaire tandis que le centre hospitalier régional (CHR) se trouve à Ouahigouya.
Margo possède une école primaire publique.